# Титан-сапфировый лазер

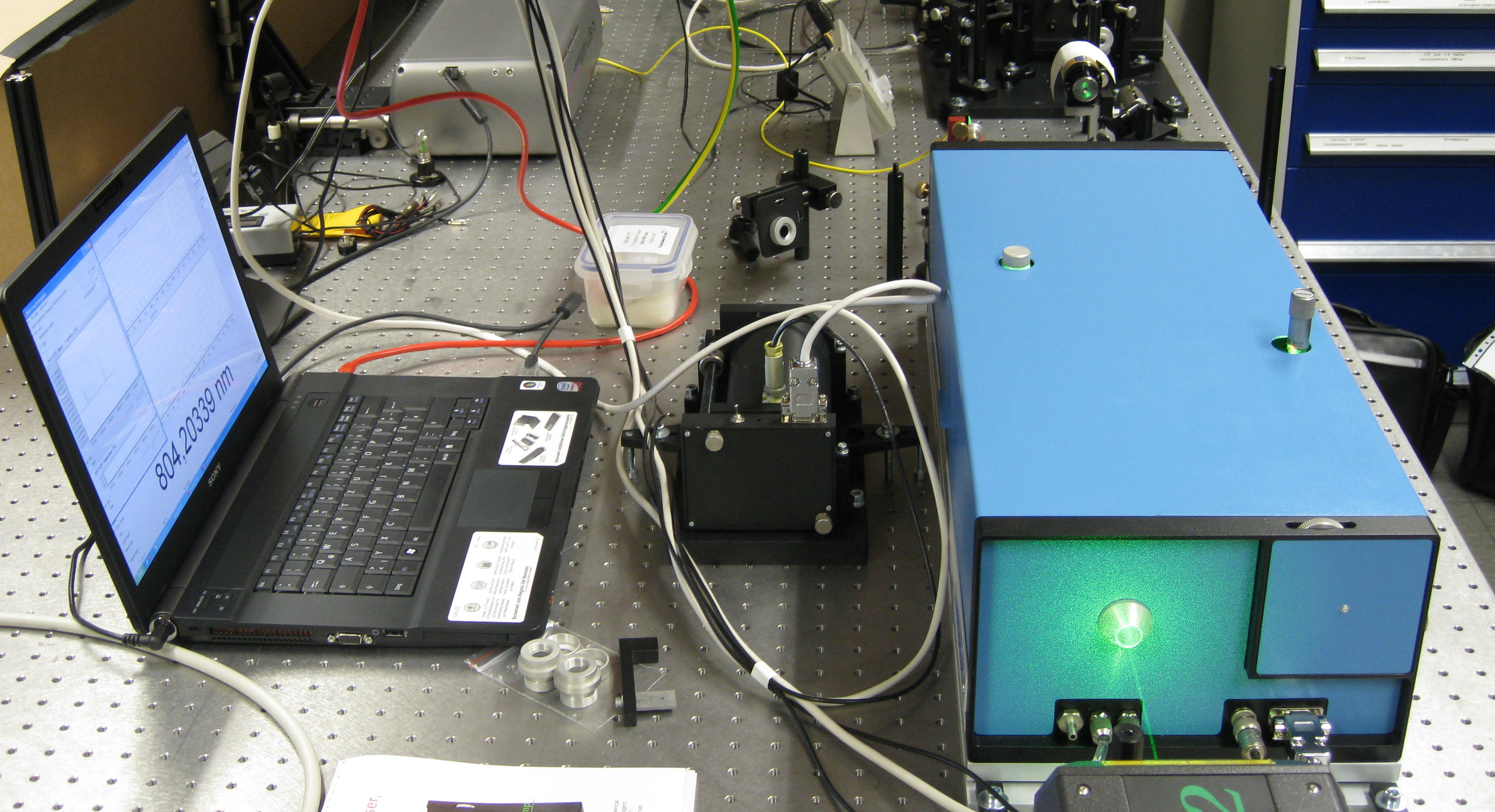
Непрерывный одночастотный кольцевой титан-сапфировый лазер

Титан-сапфировый лазер (Ti:Sapphire лазер, Ti:Sa лазер) — лазеры с широкой полосой генерации (700—1100 нм). Активная среда титан-сапфирового лазера традиционно выполняется в виде короткого (2—10 мм) стержня (диска) из монокристалла сапфира (корунда — Al2O3) с примесью ионов титана Ti3+. Концентрация примеси выбирается из условия поглощения примерно 90 % излучения накачки. 
Сапфир, активированный ионами титана, принадлежит к классу вибронных кристаллов. Лазеры на вибронных кристаллах с пассивной синхронизацией мод за счёт керровской линзы являются третьим поколением лазеров сверхкоротких импульсов. 
Широкая полоса усиления позволяет осуществлять перестройку длины волны лазерной генерации или генерацию сверхкоротких импульсов.
Этот тип лазеров используется в основном в лабораторных экспериментах, поскольку требует стабильного и мощного лазера накачки. Обычно для накачки титан-сапфирового лазера применяют другой лазер, излучающий в зелёном диапазоне спектра. Таким лазером наиболее часто является непрерывный Nd:YAG / Nd:YVO4 лазер с диодной накачкой и внутрирезонаторным удвоением частоты. Также для цели накачки титан-сапфирового лазера могут использоваться лазеры на основе Yb (твердотельные и волоконные) с удвоением частоты, ранее накачка титан-сапфировых лазеров осуществлялась излучением сине-зелёных линий аргоновых лазеров.
Непрерывные одночастотные титан-сапфировые лазеры активно применяются в исследованиях, связанных со спектрально-селективным возбуждением атомов — например, для охлаждения атомов. Возможность широкодиапазонной перестройки длины волны излучения титан-сапфирового лазера даёт возможность спектрально-селективного возбуждения большого числа атомов и молекул как в спектральной области основного излучения лазера (700—1100 нм), так и в области второй (350—550 нм) и четвёртой (200—275 нм) гармоник излучения. Ширина совокупной спектральной области, охватываемой титан-сапфировым лазером, составляет более 600 нм. Такая спектральная универсальность позволяет титан-сапфировому лазеру быть «рабочей лошадкой» во многих исследовательских применениях.

## Краткая характеристика
- Полоса накачки: 450—550 нм.
- Центр линии усиления: 790—800 нм.
- Время жизни возбуждённого состояния: 3,5 мкс.
- Накачка: 532 нм — вторая гармоника Nd:YAG / Nd:YVO4 лазера, 515 / 530 нм — вторая гармоника Yb лазера (твердотельный или волоконный), 488—514,5 нм — аргоновый лазер.